# 小野城 (出羽国)
小野城（おのじょう）は、秋田県湯沢市雄勝泉沢字古館にあった日本の城（山城）。湯沢市指定史跡。

## 概要
雄物川左岸、北側にある標高216メートル、比高差90メートルある丘陵先端付近に築かれた山城で、規模は本丸で南北40メートル、東西100メートルで、すぐ西側の二の丸は南北40メートル、東西70メートルで、三の丸は南北50メートル、東西70メートルである。本丸と二の丸の比高差は7メートル弱である。
当初、鎌倉時代にこの地に入った小野寺氏の家臣・姉崎四郎左衛門の居城と伝わるが、町田長右衛門が城主だった文禄2年（1593年）に最上氏に攻められ落城したという。
2000年（平成12年）10月26日に湯沢市の史跡に指定された。